# William Minot Guertler
William Minot Guertler (* 10. März 1880 in Hannover; † 21. März 1959 ebenda) war ein deutscher Metallurg und Professor der Technischen Hochschule in Berlin.

## Leben und berufliche Laufbahn

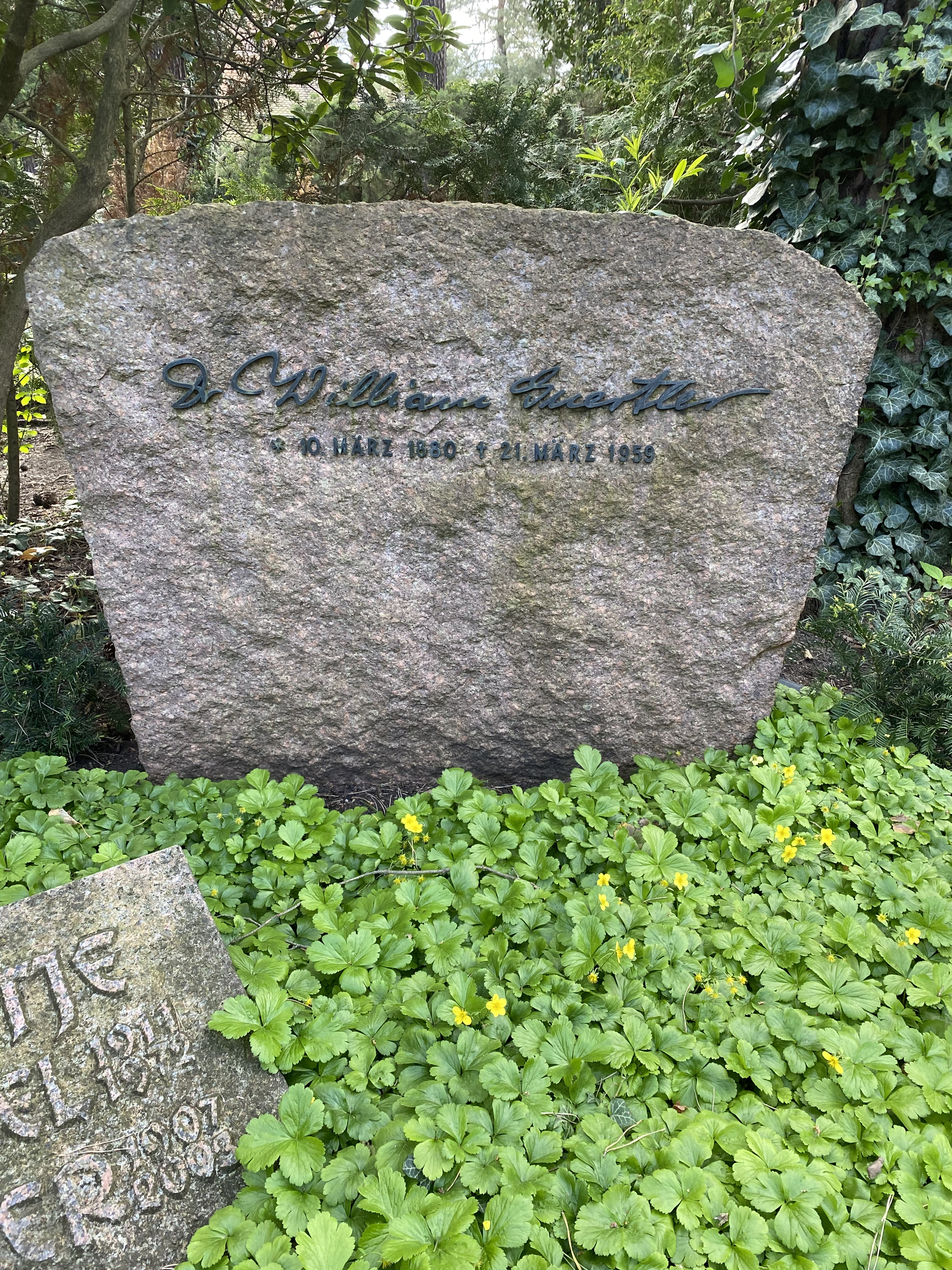
Grabstätte auf dem Waldfriedhof Dahlem

Guertler war der Sohn des Geheimen Medizinalrates Alexander Guertler (1843–1931) und dessen Ehefrau Grace, geb. Sedgewick (1858–1931). Er war seit 1908 verheiratet mit Felicitas de la Porte, mit der er zwei Töchter hatte.
Nach Schulzeit und Abitur studierte Guertler zunächst an der Technischen Hochschule seiner Heimatstadt, sodann in München und Göttingen, wo er nach seiner Promotion (1904) zum Dr. phil. bei Gustav Tammann, dessen Assistent im neuen Institut für Anorganische Chemie der Universität wurde. 1907 wechselte er an das Metallhüttenmännische Institut der TH Berlin, wo er zunächst erneut als Assistent, danach als wissenschaftlicher Mitarbeiter bis zum Ausbruch des Ersten Weltkriegs arbeitete. Nach seiner Habilitation (1908) arbeitete er während eines ersten Forschungsaufenthalts ein Jahr am MIT in Boston (Massachusetts), dem im Jahr 1911 ein zweiter folgte.
Noch während seines Kriegsdienstes (1914–1918) wurde Guertler 1917 zum außerordentlichen Professor ernannt und nach Kriegsende zum 1.Assistenten des Metallhüttenmännischen Instituts, dessen kommissarische Leitung er ab 1921 übernahm. Ein Lehrauftrag für Metallkunde (1930) führte zur Gründung des Instituts für angewandte Metallkunde dessen Direktor er ab 1933 als ordentlicher Professor (Ordinarius) der TH Berlin wurde. 1936 nahm er einen Ruf als Professor und Direktor des Instituts für Metallurgie und Werkstoffkunde der TH Dresden an, ohne die gleichzeitige Leitung seines Berliner Instituts aufzugeben, die er bis zu seiner Emeritierung 1945 wahrnahm.
Seine letzte Ruhestätte fand William Guertler auf dem Waldfriedhof Dahlem (Feld 012-55).

## Politische Aktivitäten
Von 1919 bis 1934 war Guertler Mitglied des Alldeutschen Verbandes. Von 1929 bis 1931 gehörte er dem Stahlhelm, Bund der Frontsoldaten an. Zum 1. Dezember 1931 schloss er sich der NSDAP an (Mitgliedsnummer 738.107). Im November 1932 unterzeichnete Guertler einen öffentlichen Aufruf zur Wahl Hitlers.

## Fachliche Leistungen
Bei der Entwicklung der Metallkunde zum selbständigen Wissenschaftszweig hat sich Guertler bleibende Verdienste erworben, indem er die Konstitutionslehre der Legierungen, ihre Systematik und Nomenklatur, die theoretischen Grundlagen und die Untersuchungsmethoden vorantrieb. Sein Ziel war es, die Werkstoffkunde auf solide theoretische Grundlagen zu stellen, die es erlaubten, Werkstoffe mit gewünschten Eigenschaften auf Grund systematischer Kenntnisse vorauszubestimmen. Seine dreibändige Metallographie (in Teilen erschienen 1912 bis 1935), von ihm herausgegeben und in großen Abschnitten auch verfasst, wurde alsbald zum Standardwerk. Zu seinen speziellen Untersuchungsgebieten gehörten das Aluminium, seine Gewinnung und seine Legierungen, sowie Nichteisenmetalle als Legierungspartner.
Guertler war seit 1911 Herausgeber der Internationalen Zeitschrift für Metallographie, ab 1919 unter dem Titel Zeitschrift für Metallkunde, dem offiziellen Organ der im gleichen Jahr unter seiner maßgeblichen Mitwirkung gegründeten Deutschen Gesellschaft für Metallkunde. Neben den rund 300 Artikeln, die er in wissenschaftlichen Zeitschriften veröffentlichte, hielt er etwa 100 Patente.

## Publikationen (Auswahl)
- Einführung in die Metallkunde. Bd. 1: Die Welt der Metalle und technischen Legierungen, Bd. 2: Die Zustandschaubilder binärer Legierungen. J.A. Barth, Leipzig/Berlin 1943; Neuausgabe unter dem Titel Metallkunde. Borntraeger, Berlin 1954, 1959.
- Metallographie. Ein ausführliches Lehr- und Handbuch der Konstitution und der physikalischen, chemischen und technischen Eigenschaften der Metalle und metallischen Legierungen.

Bd. 1: Die Konstitution (1913), Borntraeger, Berlin 1959;
Bd. 2: Die Eigenschaften der Metalle und ihrer Legierungen (1921), Borntraeger, Berlin 1959;
Bd. 3: Quellennachweis zur Metallkunde (1922), Borntraeger, Berlin 1959.